# Swedish-ESO Submillimetre Telescope
Le SEST (Swedish-ESO Submillimetre Telescope) était un radiotélescope d'observation submillimétrique, déclassé en 2003.
Il était géré conjointement par l'Observatoire Européen Austral (couramment nommé ESO) et le Swedish Research Council (en) (SRC).
Cette antenne est située dans les Andes chiliennes, sur le site de La Silla, à une altitude de 2 400 mètres.

## Caractéristiques
Cet instrument d'observation, entré en service en 1987, est constitué d'une antenne parabolique de quinze mètres de diamètre. Celui-ci est capable d'étudier des ondes dont la fréquence varie de 70  à   365 GHz.
C'était avant la mise en service du radiotélescope APEX, la seule grande antenne d'observation millimétrique et submillimétrique présente dans l'hémisphère sud. Avec la mise en service de celui-ci en 2005, il a été déclassé.